# Forst Rundshorn

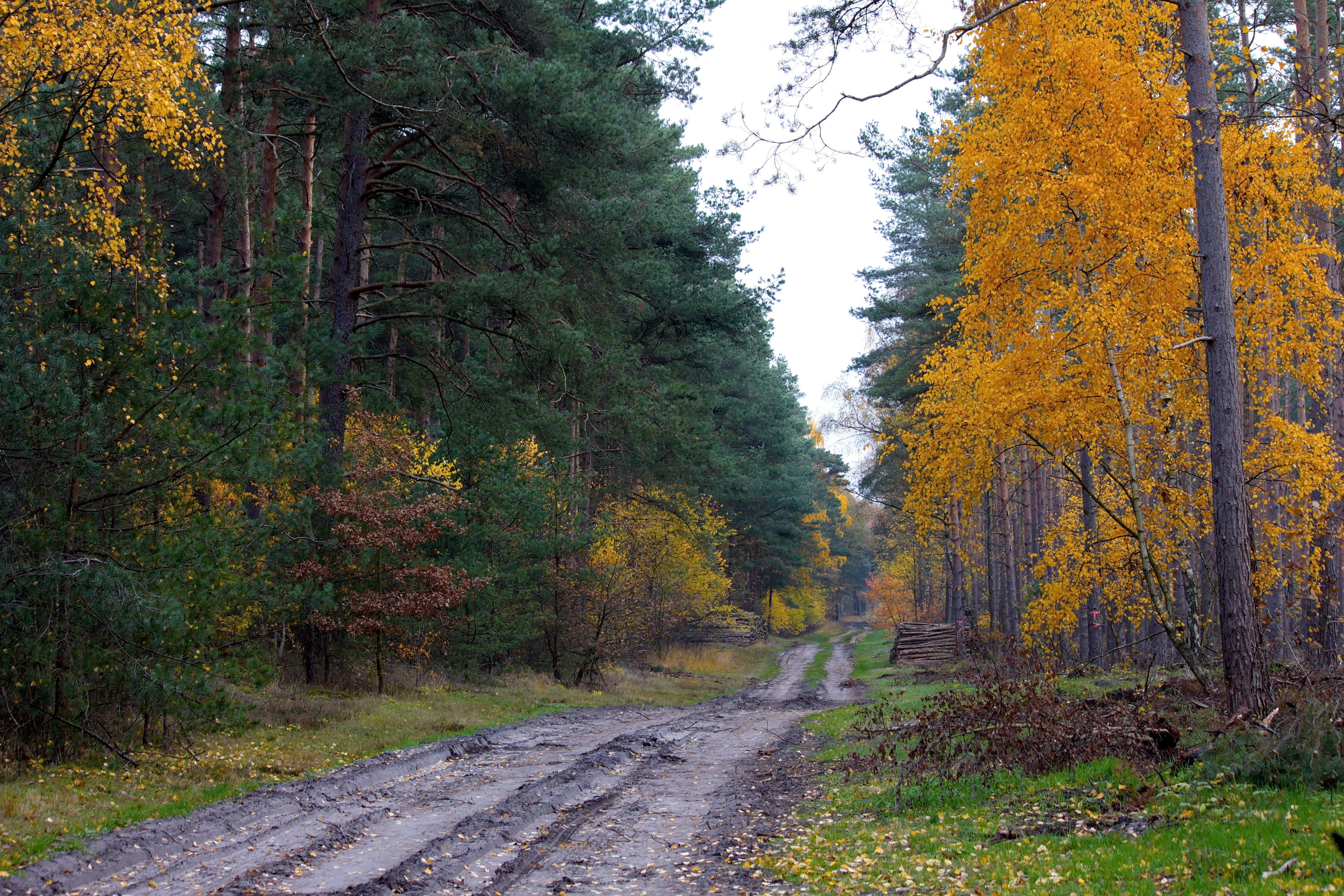
Im Landschaftsschutzgebiet Forst Rundshorn (2012)

Der Forst Rundshorn ist ein Landschaftsschutzgebiet im Nordosten der Ortsteile Gailhof, Berkhof, Elze und Meitze der Gemeinde Wedemark sowie nordwestlich der Ortsteile Fuhrberg, Wettmar, Kleinburgwedel und Großburgwedel der Stadt Burgwedel in der Region Hannover. Das etwa 400 ha große Waldgebiet liegt östlich der Bundesautobahn 7. Es schließt sich direkt an das zwischen Fuhrberg und Celle weit ausgedehnte Waldgebiet Wietzenbruch an.

## Geschichte

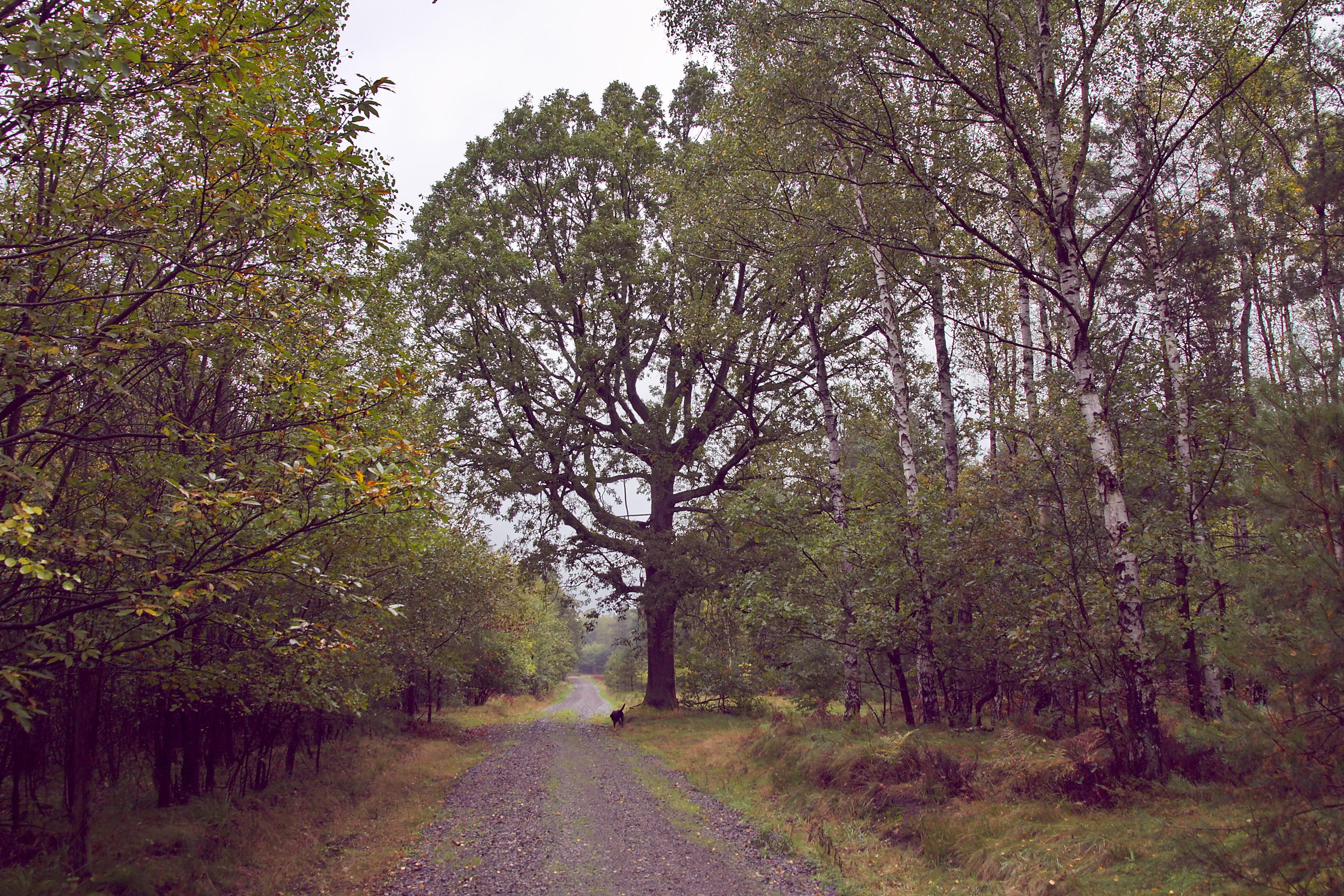
Ehemalige Gerichtsstätte an der Sodeiche im Forst Rundshorn

Erste Erwähnung fand das Gebiet in einer Grenzbeschreibung der Diözese Hildesheim aus dem 10. Jahrhundert als „Runteshornan“.
Am 6. Mai 1354 wurde in der Urkunde des Gerichtes von Herzog Wilhelm von Braunschweig-Lüneburg der Forst als Gerichtsstätte festgehalten. Der Ort des Gerichtsplatzes dieser Zeit soll bei der „Sodeiche“ (Brunneneiche) gewesen sein, die heute noch in den Weg hereinragt, der gegenüber dem Parkplatz zum Trimmpfad nach Norden führt. Dieser Trimmpfad, der heute gern genutzt wird, wurde 1971 angelegt.
Im 19. Jahrhundert wurde die Waldung als königlicher Forstort bezeichnet. Am 18. Oktober 1851 erlegte der Förster Friedrich Lewecke dort, zwischen Wieckenberg und Berkhof, einen der letzten frei lebenden Wölfe Niedersachsens.

## Nutzung
Als Trinkwassergewinnungsgebiet für die Stadt Hannover und Wasserschutzgebiet hat der Forst Rundshorn besondere Bedeutung für den Großraum Hannover. Die Förderung dieses Wassers erfolgt seit 1911 im Wasserwerk Elze-Berkhof.
Das überwiegend mit Kiefern bewachsene Forstgebiet erfährt zunehmende Bedeutung als Naherholungsgebiet in der Region Hannover.

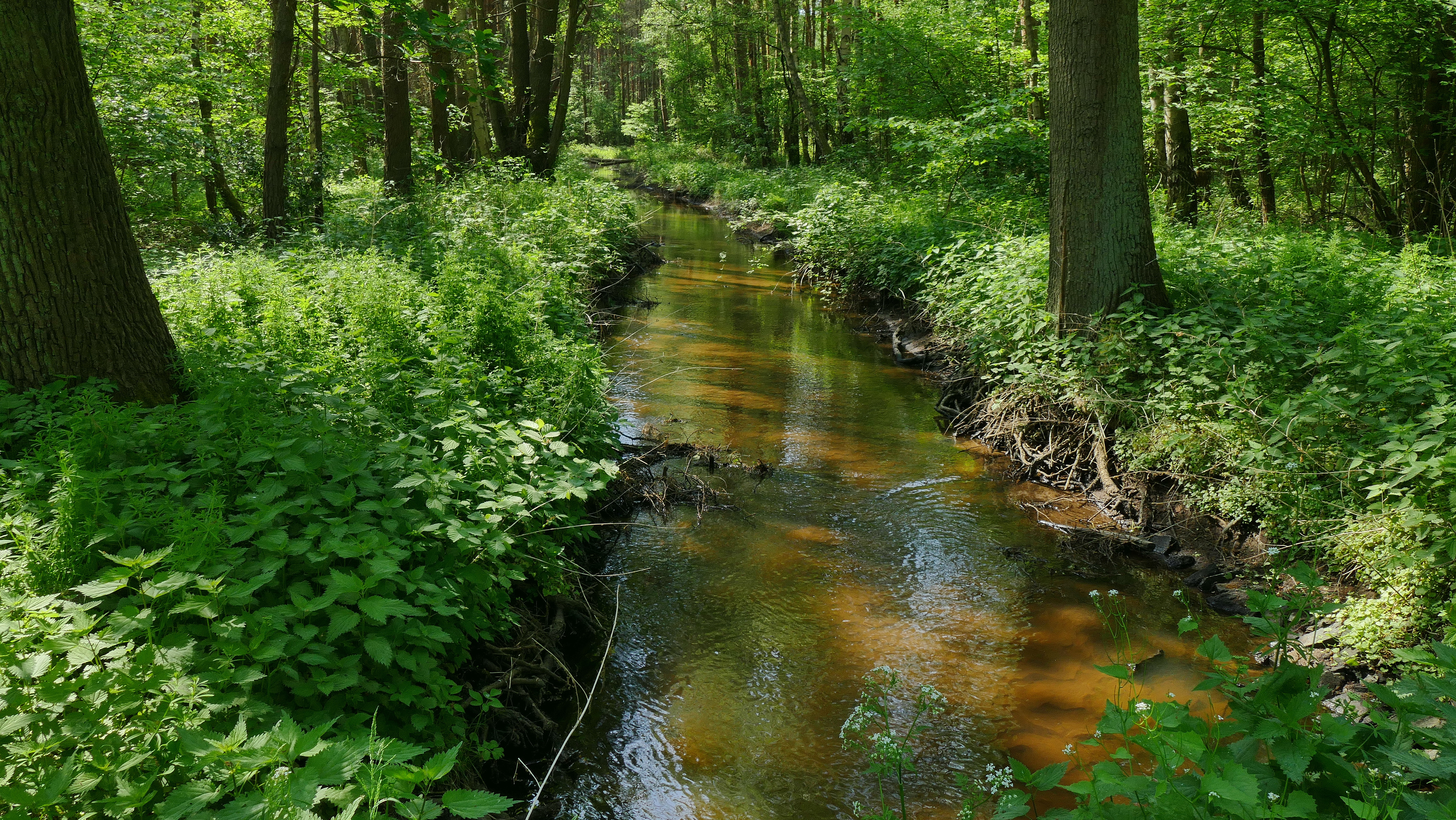
Der Bach Hengstbeeke (2018)
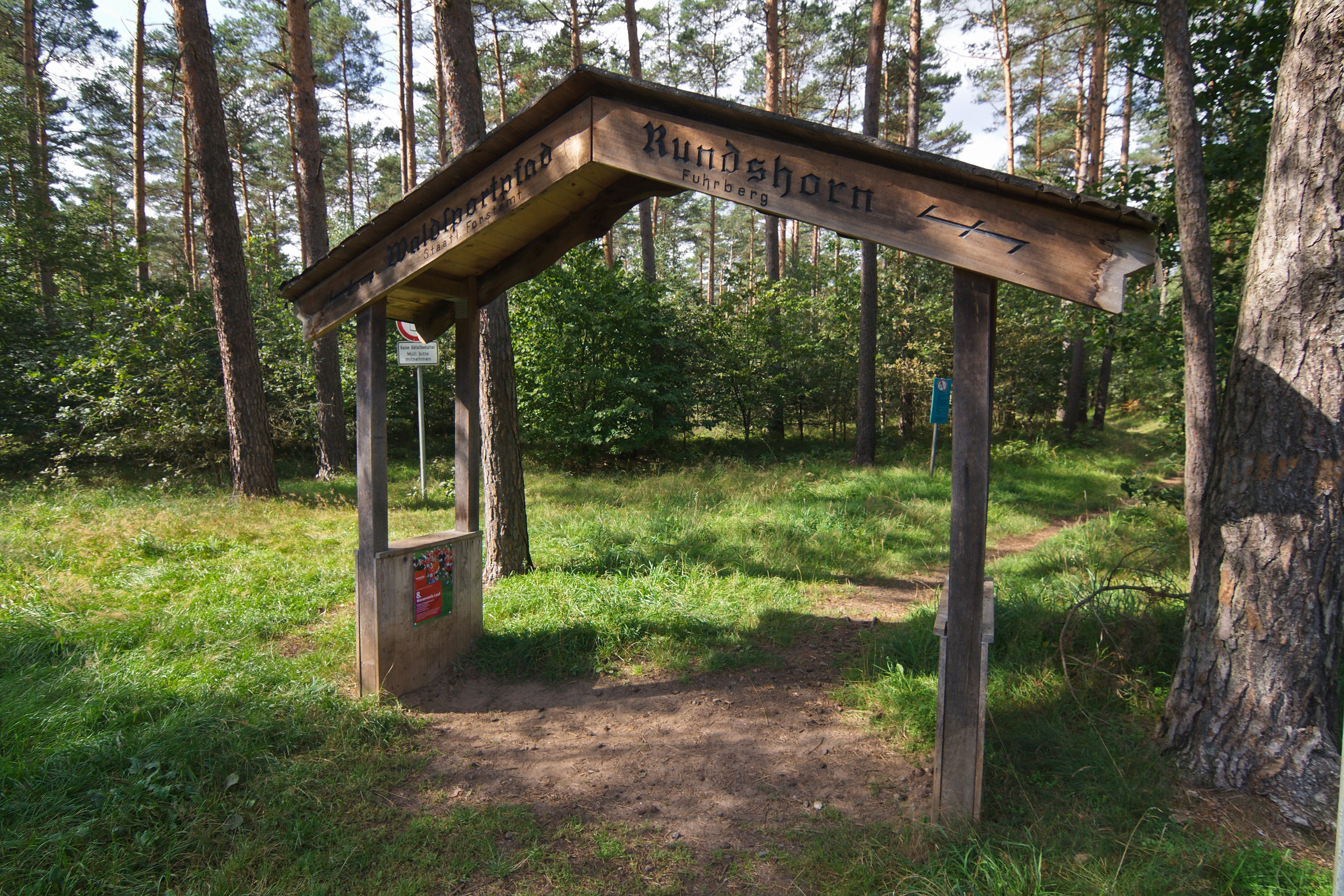
Trimmpfad (2011)
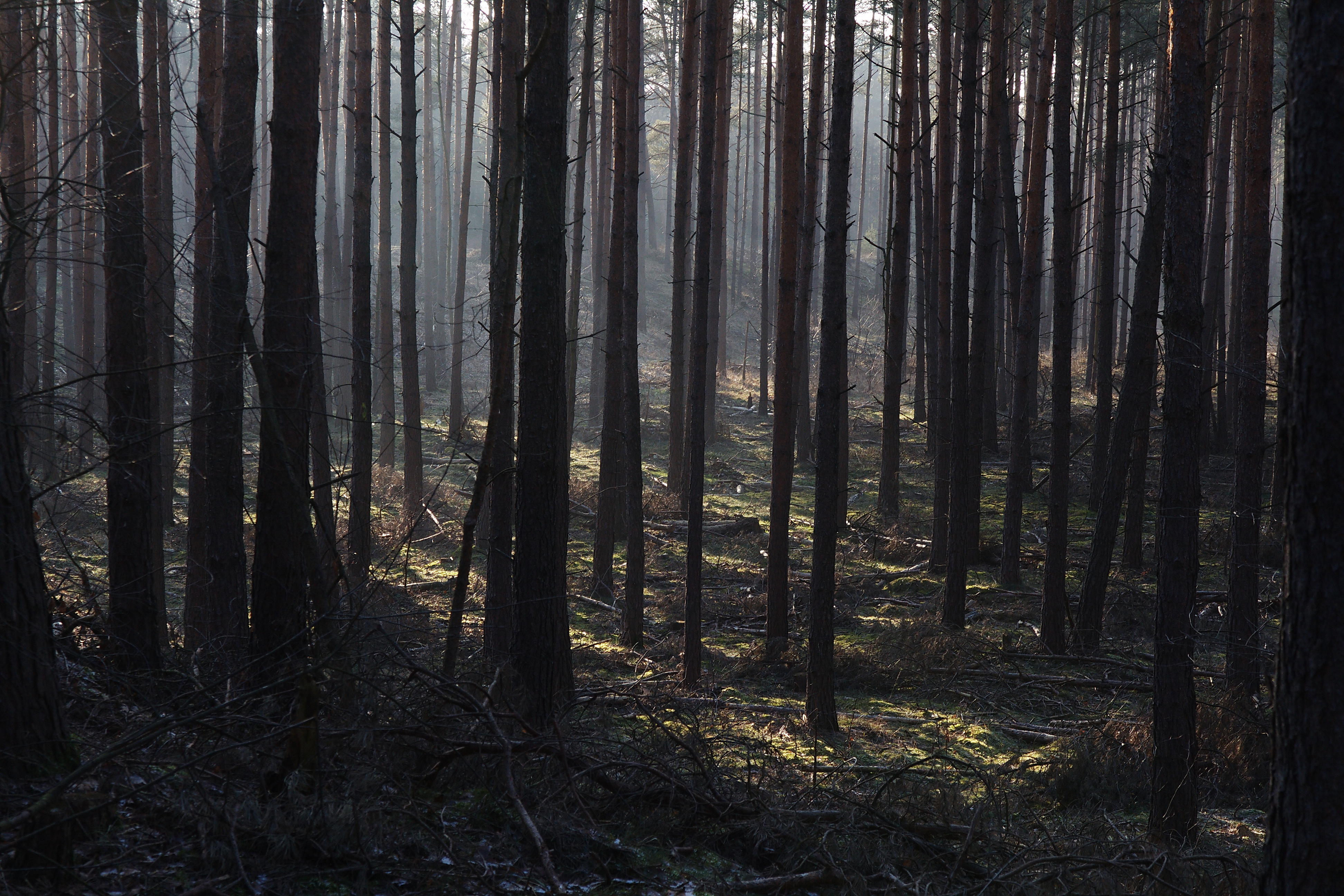
Waldblick (2011)
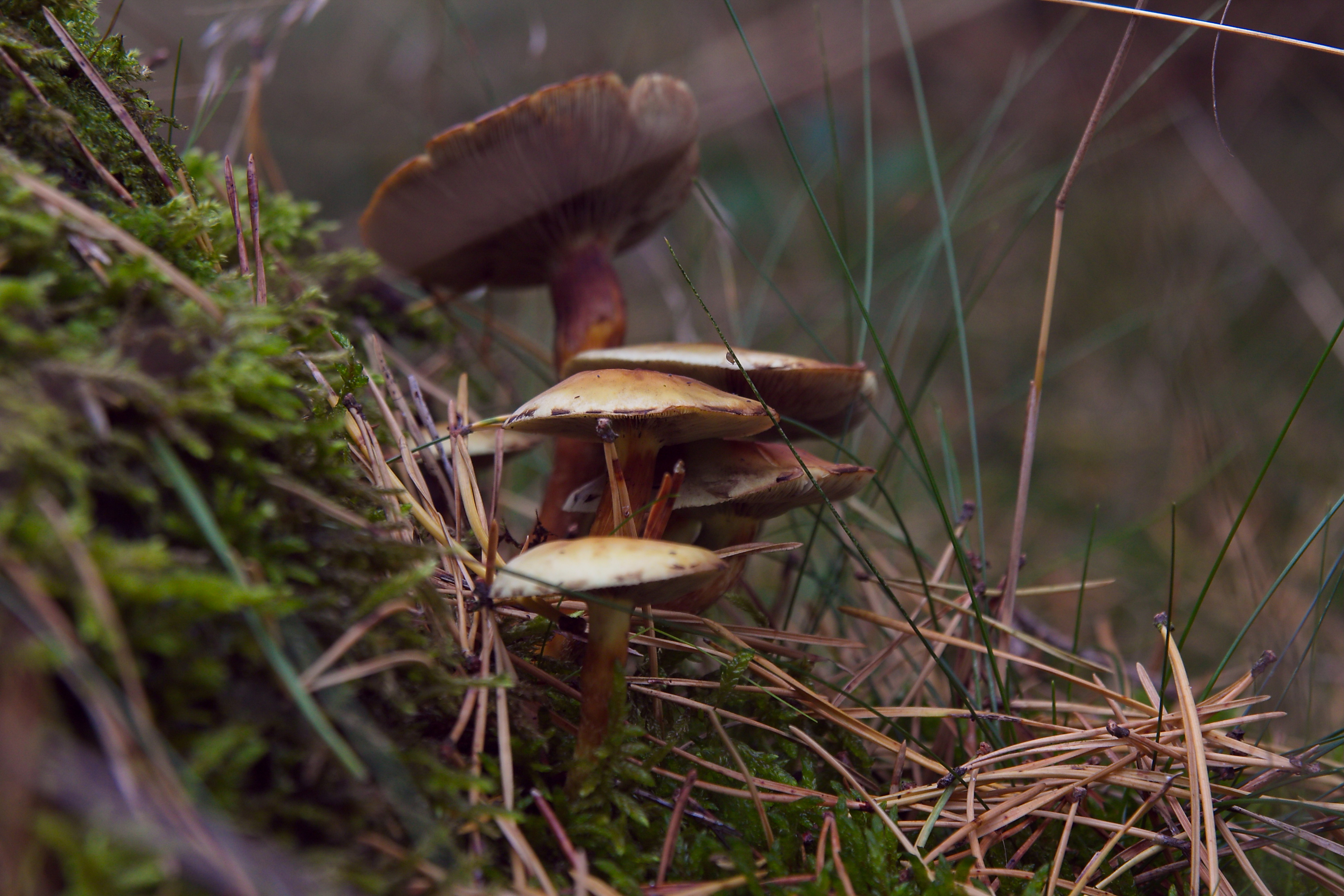
Pilze im Rundshorn (2011)
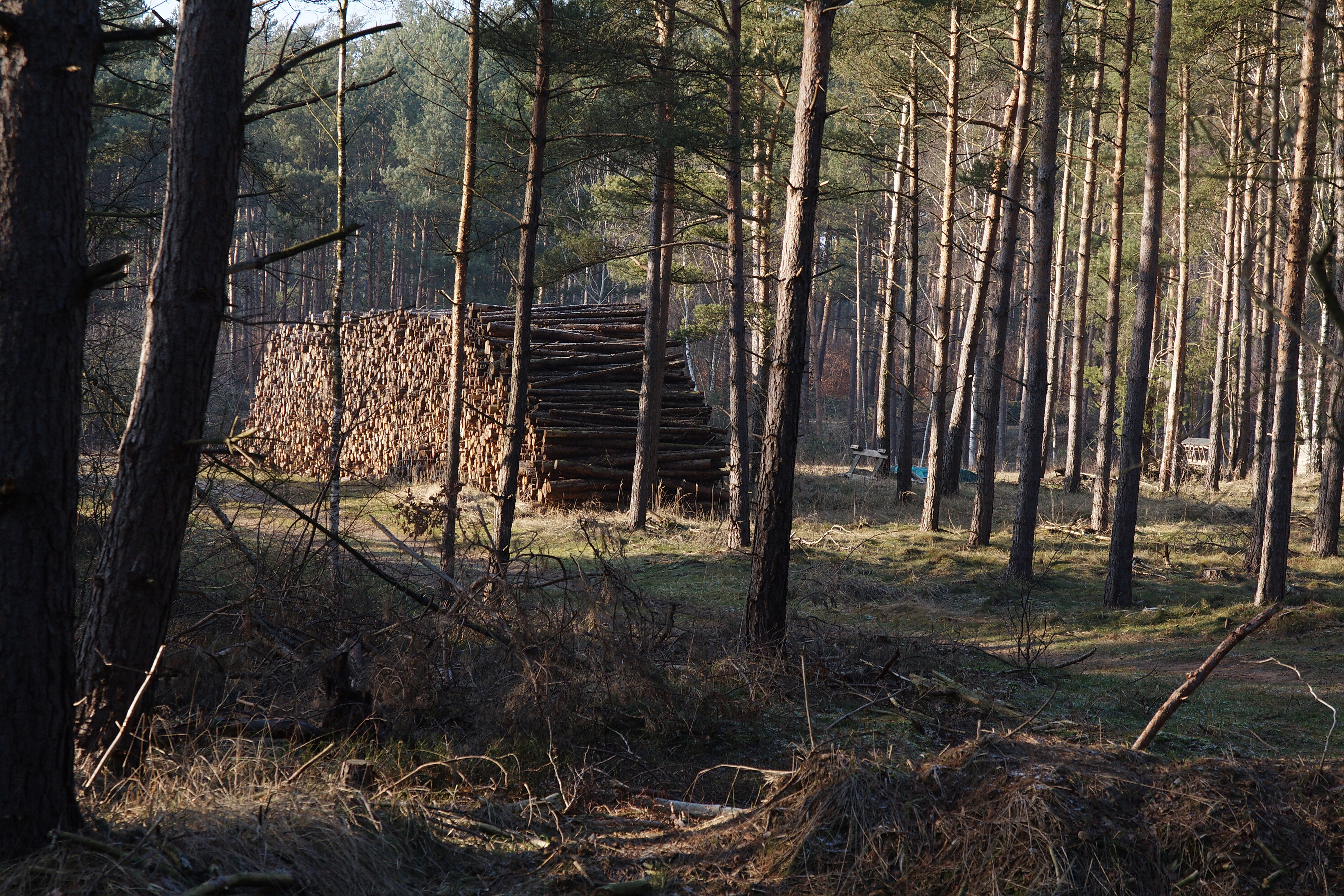
Forstwirtschaft (2011)
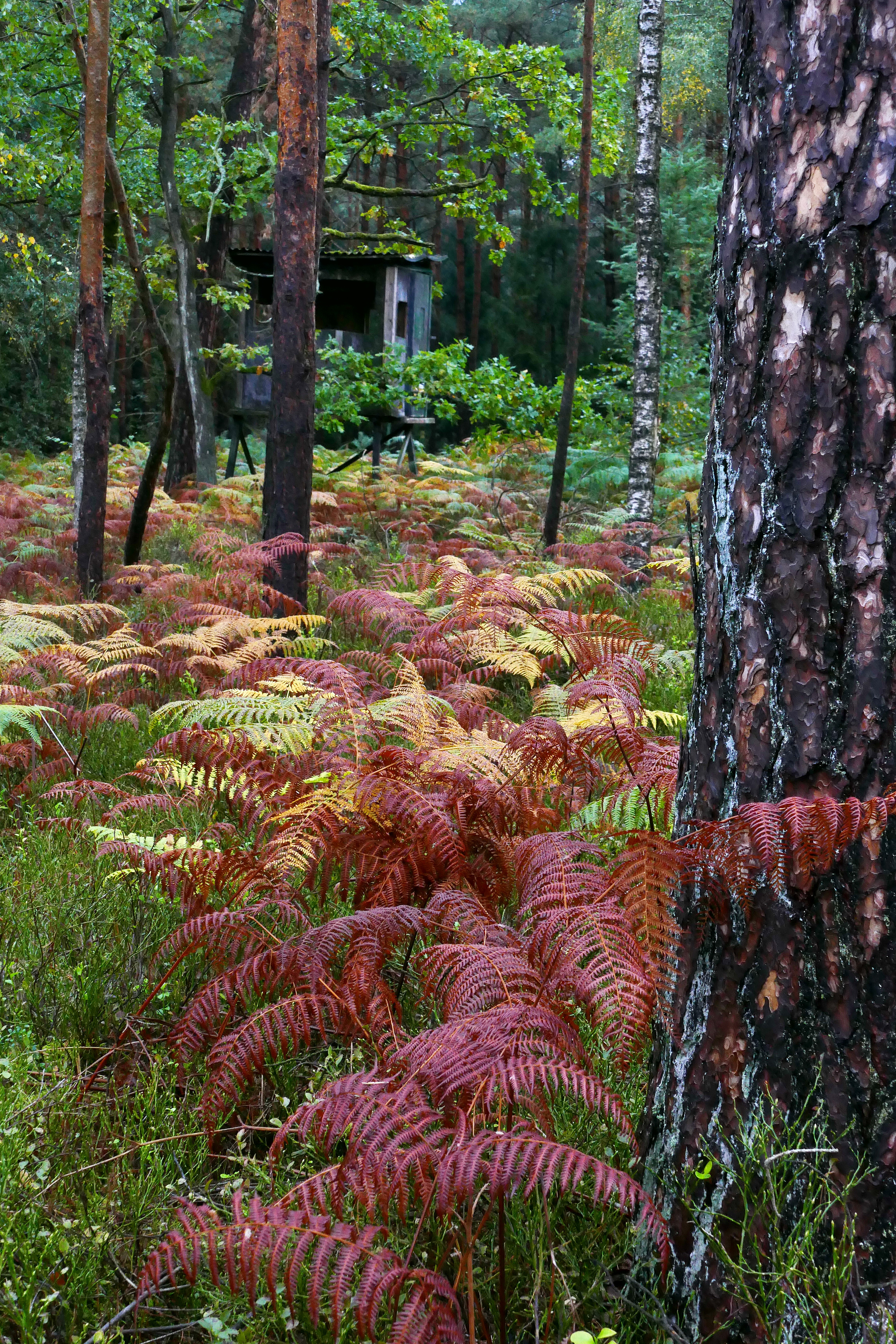
Adlerfarn im Herbst (2020)
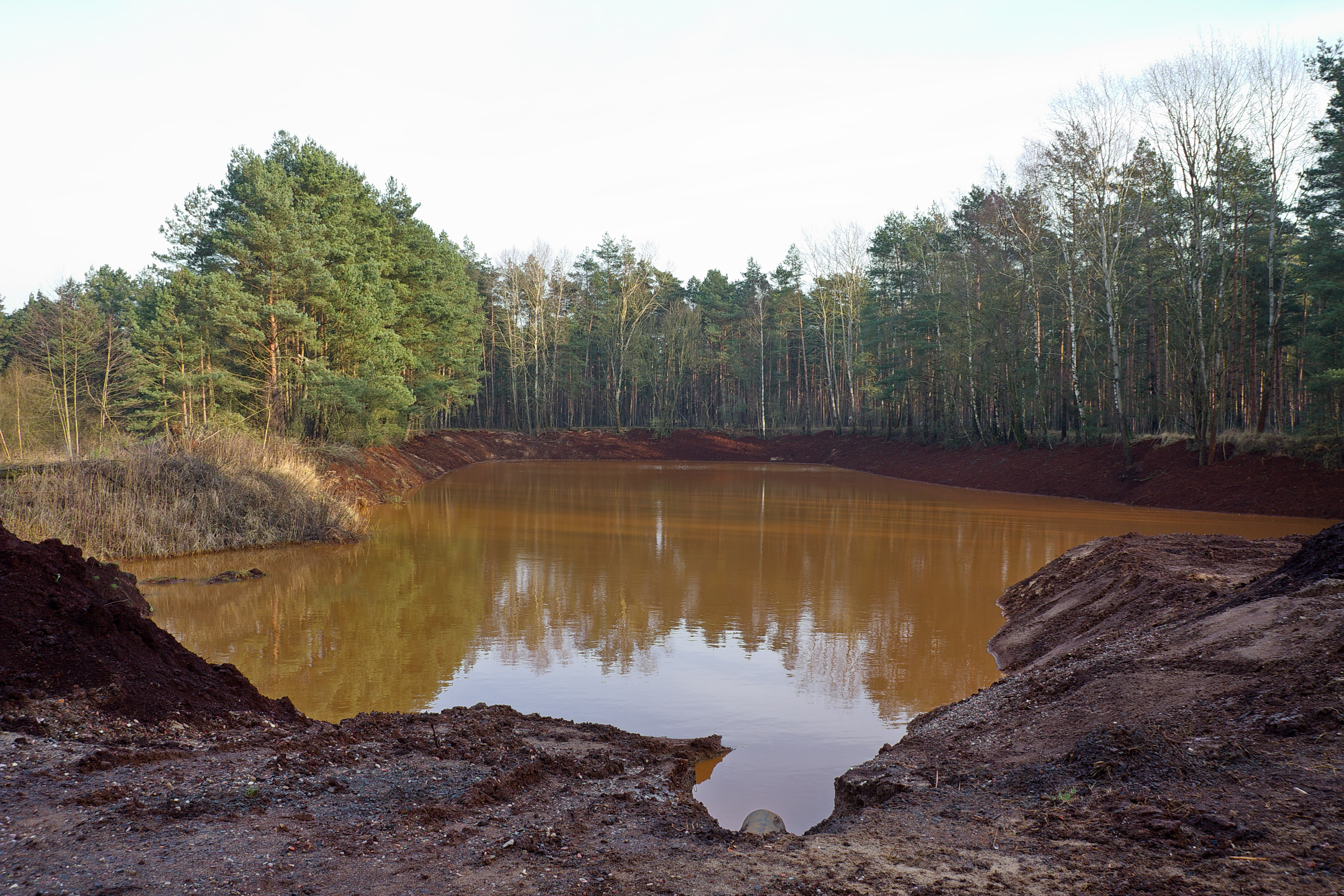
Schlammsickergrube am Wasserwerk Elze-Berkhof (2015)
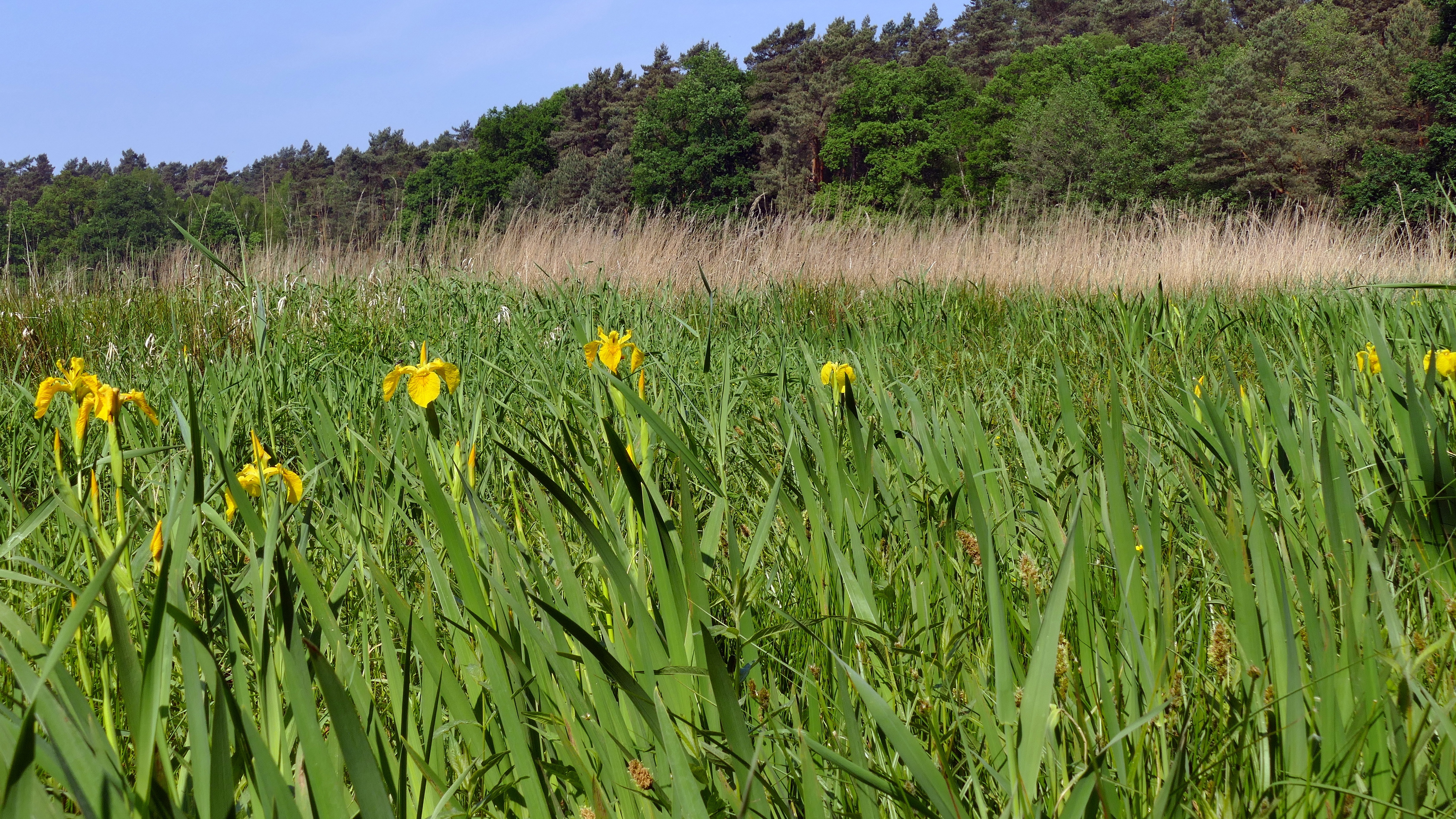
Die Feuchtwiese Papenwiese mit Sumpf-Schwertlilien (2018)